# Розеншток, Йозеф
Йозеф Розеншток (нем. Joseph Rosenstock; 27 января 1895, Кракау — 17 октября 1985, Нью-Йорк) — немецко-американский дирижёр.

## Биография
Сын Бернарда Розенштока (нем. Bernard Rosenstock) и Сабины Гельбергер (нем. Sabine Gelberger). Окончил Венскую академию музыки (где учился, в частности, у Франца Шрекера), но к 21-летнему возрасту отказался от карьеры пианиста и занял пост второго дирижёра в Венском филармоническом хоре. Затем работал в Штутгарте, c 1922 года в Дармштадте (с 1925 года генеральмузикдиректор), с 1927 г. руководил Висбаденской оперой. В 1928 году был приглашён в Метрополитен-опера, но дебютировал крайне неудачно и после шести представлений вышел в отставку, вернувшись в Германию. С 1930 года был главным дирижёром оперного театра в Мангейме.
В 1933 году был назначен главным дирижёром оркестра Еврейского культурного союза, в котором, согласно культурной политике нацистского режима, должны были выступать только музыканты-евреи. Из постановок Розенштока особый эффект имела, благодаря сюжету, опера Джузеппе Верди «Набукко». Со своим оркестром осуществил несколько записей (Вольфганг Амадей Моцарт, Кароль Ратхаус, Иосиф Ахрон).
В 1936 г. воспользовался возможностью покинуть нацистскую Германию и по Транссибирской магистрали перебраться в Японию. Он возглавил Японский симфонический оркестр, с которым осуществил в Японии целый ряд национальных премьер; в частности, под руководством Розенштока впервые в стране прозвучали музыка балета «Петрушка» Игоря Стравинского (21 апреля 1937), фортепианный концерт Мориса Равеля (20 апреля 1938, солист Мотонари Игути), Музыка для струнных, ударных и челесты Белы Бартока (10 мая 1939), Рапсодия на тему Паганини Сергея Рахманинова (24 апреля 1940, солист Лео Сирота), симфоническая сюита Сергея Прокофьева «Поручик Киже» (22 мая 1940), «Песнь о земле» Густава Малера (22 января 1941). Вёл также разноплановую педагогическую деятельность: среди учеников Розенштока были заметные японские (Хидэо Сайто, Масаси Уэда) и китайские (Цай Цзикунь) музыканты. В 1944 году, в связи с усилившимся давлением Германии на Японию относительно положения евреев, вынужден был уйти в отставку. По окончании Второй мировой войны в 1945—1946 гг. вновь появился за пультом, но вскоре уехал в США.
C 1948 года работал в Нью-Йоркской городской опере, дебютировав вызвавшей всеобщее одобрение критики «Свадьбой Фигаро»; в 1952—1956 гг. её музыкальный руководитель. Затем в течение сезона 1956/1957 гг. вновь работал в Японии во главе Японского симфонического оркестра. В 1958—1960 гг. генеральмузикдиректор Кёльна. В США Розеншток в 1961 году повторно появился за пультом Метрополитен-опера, на этот раз со значительным успехом. Выступая в Мет на протяжении восьми сезонов, до 1969 г., он получил особенное признание в вагнеровском репертуаре; «Тристан и Изольда» и «Нюрнбергские мейстерзингеры» под управлением Розенштока остались в концертной записи, также как «Макбет» Верди и «Электра» Рихарда Штрауса. В 1972 году аккомпанировал гастролировавшей в Токио Елене Образцовой. Японские гастроли Розенштока в 1977 году, в связи с 50-летием возглавлявшегося им Японского симфонического оркестра, также привели к появлению нескольких записей (в частности, Вторая симфония А. П. Бородина и Шестая симфония П. И. Чайковского). Среди других записей Розенштока — Второй фортепианный концерт Иоганнеса Брамса с Эдуардом Эрдманом и Симфоническим оркестром Датского радио.
В ранние годы изредка выступал как композитор; оставил, в частности, Симфонический концерт для фортепиано с оркестром (1920), записанный пианистом Штефаном Бергманом.